# Rákóczi Zsigmond (1622–1652)
Rákóczi Zsigmond (Sárospatak, 1622. július 14. – Fogaras, 1652. február 4.) I. Rákóczi György erdélyi fejedelem és Lorántffy Zsuzsanna fia, II. Rákóczi György öccse.

## Élete
Sárospatakon, majd Gyulafehérváron tanult. Tehetséges és érdeklődő diák volt, kedvenc tanítványa Johann Friedrich Bisterfeldnek és kedves gyermeke anyjának, Lorántffy Zsuzsannának. Leveleiből tudjuk, hogy elsősorban a filozófia érdekelte, ám részt vett Bisterfeld mellett a diplomáciai tárgyalásokban is. 1643-tól a székelyek generálisa. Az 1644. évi Habsburg-ellenes hadjáratban az egyik hadtest parancsnoka. 1647-től az Erdélyhez csatolt hét vármegye kormányzója. 1648-ban apja halála után anyjával együtt Sárospatakra költözött. Nagy műveltségű ember volt, bőkezű pártfogója a tudományoknak és az iskoláknak. Pártolta és védte a puritánokat.

### Házassága, halála
Bár apja a lengyel királyságot szánta neki, ő a lengyelországi tervek helyett a nyugati szövetség mellett döntött, és feleségül kérte a Wittelsbach-ház Pfalz-Simmern ágából származó Henrietta Mária pfalzi hercegnőt, V. Frigyes pfalzi választófejedelem – aki korában rövid ideig (1619–20 között) I. Frigyes néven Csehország királya is volt – és Stuart Erzsébet angol királyi hercegnő leányát, I. Jakab angol király unokáját. Ezzel csatlakozott a Poroszország körül kialakult szövetségi rendszerhez. Esküvőjüket 1651. április 4-én tartották Sárospatakon. Az esketést Comenius végezte, aki az előző évben érkezett az országba.
Úgy tűnt, újra feléledhet egy Habsburg-ellenes szövetség a harmincéves háború után alig pár évvel, és ebben fontos szerep jutott volna a fiatalabbik Rákóczinak, aki 1651 őszén Sárospatakon Krisztina svéd királynő követével tárgyalt, sőt Pálffy Pál nádor is felajánlotta neki támogatását. A tervezgetéseknek azonban véget vetett 1652. február 4-én Rákóczi Zsigmond tragikusan korai halála, aki – 5 hónappal korábban elhunyt feleségéhez hasonlóan – himlőjárvány áldozata lett. Házasságuk gyermektelen maradt.